# Ernst Dickmanns
Ernst Dieter Dickmanns (* 4. Januar 1936 in Niederkassel) ist deutscher Robotiker und Hochschullehrer. Dickmanns war Professor an der Universität der Bundeswehr München (1975–2001) und befasste sich mit dynamischem maschinellen Sehen und autonomen Fahrzeugen. Er war zwischenzeitlich Gastprofessor am CalTech in Pasadena und am Massachusetts Institute of Technology, wo er Vorlesungen über dynamic vision hielt.

## Biographie
Dickmanns wurde 1936 geboren. Er studierte Luft- und Raumfahrttechnik an der RWTH Aachen (1956–1961) und Regelungstechnik an der Princeton University (1964/65). Von 1961 bis 1975 arbeitete er bei der Deutschen Forschungs- und Versuchsanstalt für Luft- und Raumfahrt (DFVLR) in Oberpfaffenhofen (heute Deutsches Zentrum für Luft- und Raumfahrt, DLR) auf dem Gebiet der Flugdynamik und Flugbahn-Optimierung. Von 1971 bis 1972 arbeitete er im Rahmen eines Post-Doc Research Associateship am NASA-Marshall Space Flight Center in Huntsville am Wiedereintritt von Raumfähren mit.

## Pionierarbeit im autonomen Fahren
Anfang der 1980er Jahre rüstete sein Team einen Mercedes-Benz Kleintransporter mit Kameras und anderen Sensoren aus. Das 5-Tonnen-Fahrzeug war so umgebaut, dass Lenkrad, Drosselklappe und Bremsen von einem Computer auf der Basis der Echtzeit-Auswertung von Bildfolgen gesteuert werden konnten. Aus Sicherheitsgründen fanden die ersten Experimente 1986 in Bayern auf einem stillliegenden Flugplatz in Neubiberg und einer noch nicht dem öffentlichen Verkehr übergebenen Autobahn statt. Ab dem Jahr 1987 konnte das Roboterfahrzeug VaMoRs (Versuchsfahrzeug für autonome Mobilität und Rechnersehen) autonom mit Geschwindigkeiten bis zu 96 km/h fahren.

### 4-D-Ansatz
Eine der größten Herausforderungen beim autonomen Fahren mit hoher Geschwindigkeit liegt in den schnell wechselnden Ansichten von Straßenszenen. Zur Zeit von Dickmanns' Versuchen waren Computer viel langsamer als heute; deshalb waren entsprechende Strategien zum Rechnersehen notwendig, um in Echtzeit reagieren zu können. Dickmanns' Team löste das Problem mit einem Ansatz zum dynamischen maschinellen Sehen. Dabei wurden von Anfang an spatiotemporale (das heißt: raum-zeitliche) Modelle verwendet, ein sogenannter 4-D-Ansatz. Dabei mussten vorangehende Bilder nicht unbedingt gespeichert werden, aber es konnten trotzdem Abschätzungen für alle dreidimensionalen Positions- und Geschwindigkeitskomponenten gewonnen werden. Eine Aufmerksamkeitssteuerung mit künstlichen sakkadischen Bewegungen der Kameraplattform erlaubte dem System, seine Aufmerksamkeit auf die wichtigsten Details einer Szene zu lenken. Kalman-Filter wurden auf die Bearbeitung von perspektivischen Bildfolgen erweitert und dienten dazu, ein stabiles autonomes Fahren in der üblichen Gegenwart von Rauschen und Unsicherheit zu ermöglichen.

### EUREKA-Programm
In den Jahren 1986/1987 startete die Europäische Forschungsförderungsorganisation EUREKA auf Anregung der europäischen Autoindustrie das Projekt PROgraMme for a European Traffic of Highest Efficiency and Unprecedented Safety (Prometheus), in dem mehrere hundert Millionen Euro investiert wurden. Der ursprüngliche Plan einer Seitenführung durch eingegrabene Kabel wurde schnell aufgegeben und durch den Ansatz des maschinellen Sehens ersetzt, ermutigt durch Dickmanns' bisherige Ergebnisse. Die meisten größeren Automobilhersteller nahmen an dem Programm teil, Dickmanns und sein Team in Zusammenarbeit mit der Daimler-Benz AG. In den folgenden sieben Jahren wurden weitere Fortschritte erzielt: Dickmanns' Roboterfahrzeuge lernten, sich im Verkehr unter verschiedenen Bedingungen zu bewegen. Ein begleitender menschlicher Fahrer mit einem „roten Knopf“ überwachte, dass das Fahrzeug nicht außer Kontrolle geraten und eine Gefahr für die Öffentlichkeit werden konnte. Von 1992 an war das Fahren im öffentlichen Straßenverkehr unter bestimmten Bedingungen der Normalfall. Mehrere Dutzend Transputer bewältigten die für die damalige Zeit enormen Mengen von Berechnungen.

### PROMETHEUS-Projekt
Ein Erfolg wurde 1994/1995 erreicht, als Dickmanns' umgebaute Mercedes-Benz-S-Klasse-Fahrzeuge internationale Vorführungen absolvierten. Der erste davon war die Abschlusspräsentation des PROMETHEUS-Projekts im Oktober 1994 auf der Autoroute 1 in der Nähe des Flughafens Paris-Charles de Gaulle. Die beiden Fahrzeuge VITA-2 von Daimler-Benz und VaMP („VaMoRs Passenger Car“ = Versuchsfahrzeug für autonome Mobilität und Rechnersehen) der UniBW München fuhren im normal starken Verkehr auf der dreispurigen Autobahn mehr als tausend Kilometer mit Geschwindigkeiten bis zu 130 km/h. Vorgeführt wurden dabei das Fahren auf freien Spuren, Konvoifahren mit einem von der Geschwindigkeit abhängigen Sicherheitsabstand und Spurwechsel nach links und rechts mit automatischem Überholen. Für die Überholvorgänge war es nötig, auch die hintere Hemisphäre zu interpretieren. Für diese Vorführung wurden pro Hemisphäre zwei Kameras mit verschiedenen Brennweiten eingesetzt.
Ein anderer Erfolg bestand im Herbst 1995 in einer 1758 km langen Reise von München nach Odense in Dänemark zu einem Projekttreffen und zurück. Sowohl die longitudinale als auch die laterale Steuerung wurde dabei autonom durch Rechnersehen ausgeübt. Auf der Autobahn erreichte das Roboterfahrzeug dabei Geschwindigkeiten über 175 km/h. Publikationen aus Dickmanns' Forschungsgruppe geben eine autonome Fahrstrecke ohne Eingriffe von durchschnittlich 9 km an; die längste autonom gefahrene Teilstrecke betrug 158 km. Mehr als die Hälfte der Eingriffe (resets) wurden autonom ohne menschliches Zutun durchgeführt. Dies ist vor allem deswegen bemerkenswert, weil das System nur Schwarz-Weiß-Kameras verwendete und deshalb keine Situationen modellieren konnte, wo gelbe Straßenmarkierungen an Baustellen Vorrang gegenüber den weißen Linien haben. Bei diesen Fahrten wurden 95 % der Strecke rein autonom abgefahren.
In den Jahren 1994 bis 2004 wurde das ältere VaMoRs-Fahrzeug noch dazu benutzt, um die Fähigkeiten des Fahrens auf Netzwerken kleinerer Straßen (inklusive unbefestigter) sowie im Gelände zu entwickeln, wobei auch Hindernisse wie etwa Schlaglöcher vermieden werden mussten. Das Abbiegen auf Kreuzungen unbekannter Breite und verschiedener Kreuzungswinkel stellte sich als große Herausforderung dar, aber es wurde schließlich mit Hilfe des „Erwartungs-basierten, Multifokalen, Sakkadischen“ Sehens („Expectation-based, Multi-focal, Saccadic vision“, EMS-vision) bewältigt. Dieser von den Wirbeltieren abgeleitete Sehmechanismus verwendet Animationsfähigkeiten auf der Basis bekannter Kategorien bewegter Gegenstände (inklusive des autonomen Fahrzeugs selbst) und ihres möglichen Verhaltens in bestimmten Situationen. Dieser Erfahrungsschatz wurde zur Steuerung der Blickrichtung und der Aufmerksamkeit verwendet.

### Luftfahrt
Der 4-D-Ansatz wurde außer in erdgebundenen Fahrzeugen auch für das dynamische Sehen unbemannter Luftfahrzeuge (Flugzeuge und Hubschrauber) erprobt. Autonome Sicht-Landanflüge und Sichtlandungen wurden in hardware-in-the-loop-Simulationen mit einer Sensorfusion aus Sicht- und Trägheitsdaten vorgeführt. Reale Landeanflüge bis kurz vor dem Aufsetzen konnten 1992 mit einem Zweipropeller-Flugzeug Do-128 der Universität Braunschweig am dortigen Flughafen demonstriert werden.
Ein anderer Erfolg von Dickmanns' Ansatz zum maschinellen Sehen war das erste erfolgreiche sichtgesteuerte Experiment zum Einfangen eines freischwebenden Objekts in Schwerelosigkeit, das 1993 an Bord der Raumfähre Columbia im Rahmen der D-2 Spacelab-Mission als Teil des 'Rotex'-Experiments des DLR durchgeführt wurde.

## Ehrungen und Preise
- 2016: Lifetime Achievement Award des Institute of Electrical and Electronics Engineers (IEEE)[3]
- 2017: Eduard-Rhein-Preis
- 2022: Verdienstkreuz 1. Klasse des Verdienstordens der Bundesrepublik Deutschland
- Ehrenmitglied der Gesellschaft zur Förderung des Forschungstransfers (GFFT)[4]